# Historique des recherches sur Tylosaurus
Pour un article plus général, voir Tylosaurus.
L’historique des recherches sur Tylosaurus est complexe en raison de sa longue histoire taxonomique comme culturelle, le premier spécimen connu ayant été décrit en 1869 par Edward Drinker Cope à partir de fossiles provenant du Kansas, aux États-Unis. Initialement décrit par ce dernier sous le nom de Macrosaurus proriger, Cope déplace par la suite le taxon dans le genre Liodon. Durant les années suivantes, Cope décrit d'autres espèces qu'il attribue à ce genre. Othniel Charles Marsh érige en 1872 le nom générique Tylosaurus, signifiant littéralement « lézard bouton » en référence à la morphologie rostrale de l'animal, afin d'intégrer une espèce qu'il décrivit un peu avant et deux de ces espèces décrites par Cope. Ce nom commence à être utilisé dès l'année suivante pour l'espèce type T. proriger par Joseph Leidy, bien que Cope, étant alors en rivalité avec Marsh, ne l'utilisa pas. C'est en 1894 que les espèces de Liodon décrites par Cope et Marsh sont définitivement transférées par John Campbell Merriam vers Tylosaurus, et que l'un d'entre eux soit mis en synonymie avec T. proriger par Dale A. Russell en 1967.
Cope décrivit en 1870 Tylosaurus comme un imposant reptile marin partageant une morphologie semblable à un serpent de mer et dont la taille aurait atteint celui des plus imposants cétacés, une interprétation qui fut suivie dans divers paléoarts de l'époque. Dans un article publié en 1898, Samuel Wendell Williston présente une reconstitution squelettique bien plus précise de l'animal s'avérant toujours très correct pour les critères actuels. Du XIXe siècle au XXIe siècle, plusieurs espèces de mosasauridés depuis attribuées à Tylosaurus furent initialement décrites comme provenant de genres différents. L'un de ces genres, Hainosaurus, est d'ailleurs vu comme un synonyme plus récent de Tylosaurus depuis une étude publiée en 2016, bien que quelques auteurs suggèrent de le rendre à nouveau comme distinct et valide. Huit espèces du genre Tylosaurus sont actuellement reconnues, à savoir T. proriger, T. nepaeolicus, T. bernardi, T. gaudryi, T. ivoensis, T. iembeensis, T. pembinensis et T. saskatchewanensis. La validité de deux taxons supplémentaires reste incertaine : il y a encore un débat pour savoir si T. kansasensis serait un synonyme plus récent de T. nepaeolicus, et T. 'borealis' n'ayant pas encore été décrit dans une publication officielle.

## Découverte initiales

### Possibles trouvailles antérieures
Plusieurs fossiles provenant possiblement de Tylosaurus auraient été découverts bien avant que le genre ne soit formellement décrit et nommé dans la littérature scientifique, faisant potentiellement de ce dernier le premier mosasaure connu. La découverte de ses fossiles aurait influencé les récits folkloriques présents chez certains peuples amérindiens. La plus ancienne possible découverte le concernant aurait été faite par le peuple nord-amérindiens des Lenapes, bien avant l'arrivée des colons européens, soit aux alentours d'avant les années 1500. En effet, une vielle légende raconte la découverte faite par des chasseurs d'un fragment d'os provenant d'un monstre ayant tué des gens dans des territoires qui correspondraient aux actuels Philadelphie, Pennsylvanie ou encore le New Jersey. Après ladite découverte, les chasseurs, ayant emmené l'os à leur village d'origine, furent vite encouragés par un sage local à la recherche d'autres restes de cette même créature. Selon le sage, fumer l'os avec du tabac favoriserait diverses choses positives telles qu'une bonne santé pour les enfants, la longévité ou même une chasse à succès. Des fossiles de Tylosaurus ont été découverts dans la zone d'où la légende aurait émergée. Cependant, des restes provenant de dinosaures ou de crocodiliens datant du Crétacé y sont également connus, changeant ainsi l'origine du récit.
Dans une période légèrement plus récente, aux alentours des années 1600, les peuples Dakotas et Cheyennes parlent de récits à propos d'une ancienne époque gouvernée par d'imposantes créatures aquatiques étant en perpétuels combats contre des oiseaux-tonnerres. Toujours selon les récits, ces monstres aquatiques auraient été pétrifiés par la foudre jaillie des oiseaux-tonnerres, et leurs restes sont depuis trouvables au sol. Les récits fournis par les peuples Pawnees et Crows dépeignent des créatures aquatiques semblables vivant dans des rivières. Ces derniers sont décrits comme ayant des têtes semblables à celles des crocodiles avec un corps serpentiforme, et disposant de pattes voire de nageoires. Les Grandes Plaines, lieu où vivaient les peuples originaires de ces légendes, sont connues pour fournir un nombre considérable de fossiles de grands mosasaures comme Tylosaurus et des ptérosaures comme Pteranodon, qui auraient pu être à l'origine ces récits.
La première possible découverte enregistrée d'un mosasaure en Amérique du Nord est celle d'un squelette partiel décrit comme celui d'un « poisson » en 1804 par Meriwether Lewis et le Corps of Discovery de William Clark lors de leur expédition menée de 1804 à 1806 à travers l'ouest des États-Unis. Le squelette est découvert par le sergent Patrick Gass (en) sur des falaises de soufre noir près de l'île Cedar, le long de la rivière Missouri, et se composait de quelques dents et d'une colonne vertébrale désarticulée notée comme mesurant 14 m de longueur. Quatre membres de l'expédition ont enregistré la découverte dans leurs journaux, dont Clark et Gass. Certaines parties du fossile ont été collectées et envoyées à Washington, où elles ont été perdues avant qu'une documentation appropriée puisse être établie. En 2003, Richard Ellis émet l'hypothèse que les restes pourraient avoir appartenu à Mosasaurus missouriensis. Alternativement, une étude de 2007 menée par Robert W. Meredith et ses collègues suggère que les fossiles proviendraient d'un mosasaure de type tylosauriné en raison des mensurations citées par Clark et Gass et de la présence avérée de fossiles de Tylosaurus découverts ultérieurement dans le Missouri. Néanmoins, les auteurs mentionnent aussi la possibilité que les restes proviendraient d'un plésiosaure de type élasmosauridé, qui sont également connus dans cette rivière, bien que plus rares.

### Premières découvertes formelles et dénomination

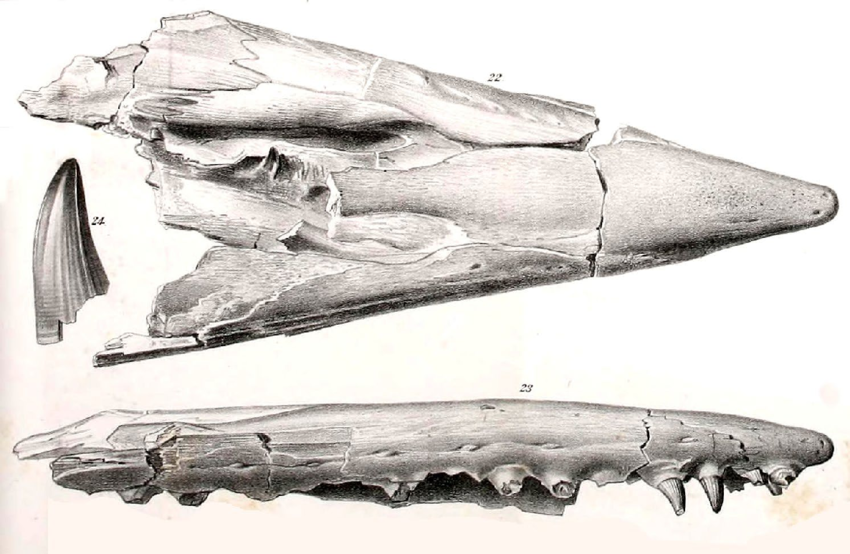
MCZ 4374, le spécimen holotype de T. proriger tel qu'illustré par Cope en 1870.

Tylosaurus est historiquement le troisième genre de mosasaures à avoir été décrit dans le continent nord-américain après Clidastes et Platecarpus et le premier à avoir été décrit dans le Kansas. Les débuts de l'histoire du genre en tant que taxon fut sujet à des complications provoquées par la célèbre rivalité entre les paléontologues américains Edward Drinker Cope et Othniel Charles Marsh durant la guerre des os,. Le spécimen holotype est décrit par Cope en 1869 sur la base d'un crâne partiel mesurant près de 1,5 m de long accompagné de treize vertèbres qui lui ont été prêtées par Louis Agassiz du Musée de Zoologie comparée d'Harvard. Le fossile, qui réside toujours dans le même musée et catalogué MCZ 4374, fut exhumé dans un gisement de la formation de Niobrara situé à proximité de Monument Rocks (en) près de l'Union Pacific Railroad à Fort Hays, au Kansas. La première publication du fossile par Cope est très brève, l'auteur le désignant sous le nom de Macrosaurus proriger, le genre étant un taxon européen déjà préexistant de mosasaures,. L'épithète spécifique proriger dérive des mots en latin prōra « proue » et du suffixe gero « porter », le tout voulant dire « portant la proue », faisant référence au rostre allongé unique en forme de proue chez le spécimen,. En 1870, Cope publie une description plus approfondie du spécimen MCZ 4374. Sans explication, il déplace l'espèce dans un autre genre européen de mosasaures, à savoir Liodon, et déclare Macrosaurus proriger comme synonyme,.
En 1871, Cope identifie une deuxième espèce nord-américaine de Liodon sur la base de plusieurs fragments de vertèbres et de membres, qu'il nomme Liodon dyspelor. Les fossiles arrivent à Cope sous une étiquette suggérant qu'ils auraient été collectés par un médecin militaire du nom de William B. Lyon à Fort McRae (en), au Nouveau-Mexique,,. Cependant, une étude publiée en 1997 dirigée par David C. Parris (d) du New Jersey State Museum (en) révèle que la composition chimique du fossile ne correspond à aucun gisement géologique connu au Nouveau-Mexique et est plutôt identique à celle de la formation de Niobrara. L'étude spécule donc, à partir d'examens de plusieurs lettres entre Lyon et la Smithsonian Institution, que les fossiles de Liodon dyspelor avaient en fait été récupérés quelque part dans l'ouest du Kansas et avaient été étiquetés à tort comme ayant été collectés par Lyon au Nouveau-Mexique (qui expédiait un fossile différent de Fort McRae aux alentours du même temps) pendant le transport. Le spécimen type du taxon est réparti entre deux musées, certaines vertèbres sont stockées au musée américain d'histoire naturelle par Cope sous le registre d'AMNH 1580 tandis que le reste est stocké au Smithsonian sous le registre d'USNM 41.

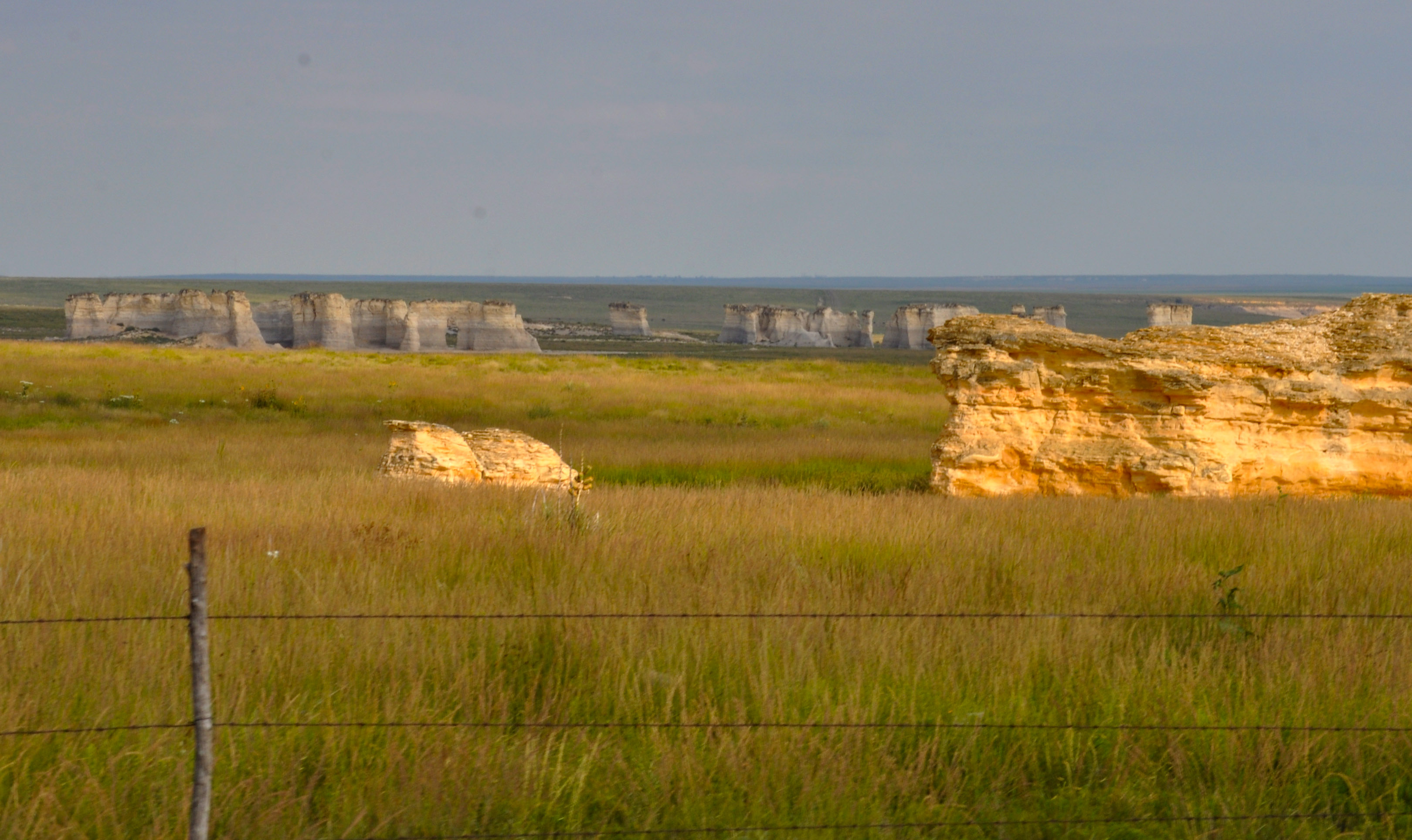
Les premiers fossiles de Tylosaurus furent découverts dans la formation de Niobrara au Kansas.

En 1872, Marsh fait valoir que Liodon proriger et Liodon dyspelor sont taxonomiquement distincts du genre européen et doivent se voir attribuer un nouveau genre. Pour cette raison, il érige le genre Rhinosaurus, signifiant « lézard au nez », qui est un mot-valise dérivé des mots en grec ancien ῥίς / rhī́s, « nez » et σαῦρος / saûros, « lézard ». Marsh décrit également une troisième espèce sur la base d'un squelette partiel qu'il collecta près de la partie sud de la rivière Smoky Hill qui se trouve actuellement au musée Peabody d'histoire naturelle sous le registre YPM 1268,, que Marsh nomme Rhinosaurus micromus,. Cope répondit en affirmant que Rhinosaurus était déjà un synonyme auparavant utilisé de Liodon. Il ne partage pas le point de vue des arguments de Marsh mais propose que si ce dernier avait effectivement raison, le nom du genre Rhamphosaurus devrait être utilisé. Marsh découvrit plus tard que le taxon Rhamphosaurus était considéré comme un genre de lézard déjà nommé en 1843. En conséquence, il suggéra de passer à un genre nouvellement érigé sous le nom de Tylosaurus. Ce nom signifie « lézard bouton » dans une autre référence au rostre allongé caractéristique du genre. Il est dérivé du latin tylos, « bouton » et du grec ancien σαῦρος / saûros, « lézard ». Malgré la proposition du nouveau genre, Marsh n'a jamais officiellement transféré ces espèces de Rhinosaurus vers Tylosaurus, cela étant fait pour la première fois en 1873 par Joseph Leidy qui transfère Rhinosaurus proriger à Tylosaurus,. Rhinosaurus micromus est officiellement transféré dans le même genre en 1894 par John Campbell Merriam, qui travaille alors comme paléontologue à l'université de Munich, en Allemagne.
Tylosaurus devient par la suite le genre presque universellement accepté pour T. proriger, T. dyspelor et T. micromus. Une exception à cette adoption est Cope, qui refusa d'accepter le nouveau genre proposé par Marsh et continua à référer ses espèces à Liodon. Cope insiste également sur le fait que Rhamphosaurus ne serait pas préoccupé, arguant que même s'il était effectivement utilisé comme un genre de lézards, il fut ensuite synonymisé avec d'autres genres avant 1872 et était donc un taxon vacant. La persistance de Cope peut être vue dans sa description de 1874 de la quatrième espèce décrite de Tylosaurus, qu'il nomme Liodon nepaeolicus. Le spécimen type de cette espèce fut découvert par le géologue Benjamin Franklin Mudge dans un gisement non spécifié de schiste gris du Crétacé, à environ 800 m au sud de la Solomon River, et se compose d'une mâchoire inférieure droite, d'une mâchoire supérieure partielle, d'un os carré et d'une vertèbre dorsale. Les fossiles sont conservés au musée américain d'histoire naturelle sous le registre AMNH 1565. L'épithète spécifique nepaeolicus fait référence au Nepaholla, le nom amérindien du Salomon River. Liodon nepaeolicus est officiellement transféré au genre Tylosaurus dans la publication de Merriam en 1894.

## Recherches duXIXesiècleet duXIXesiècle

### Premières représentations

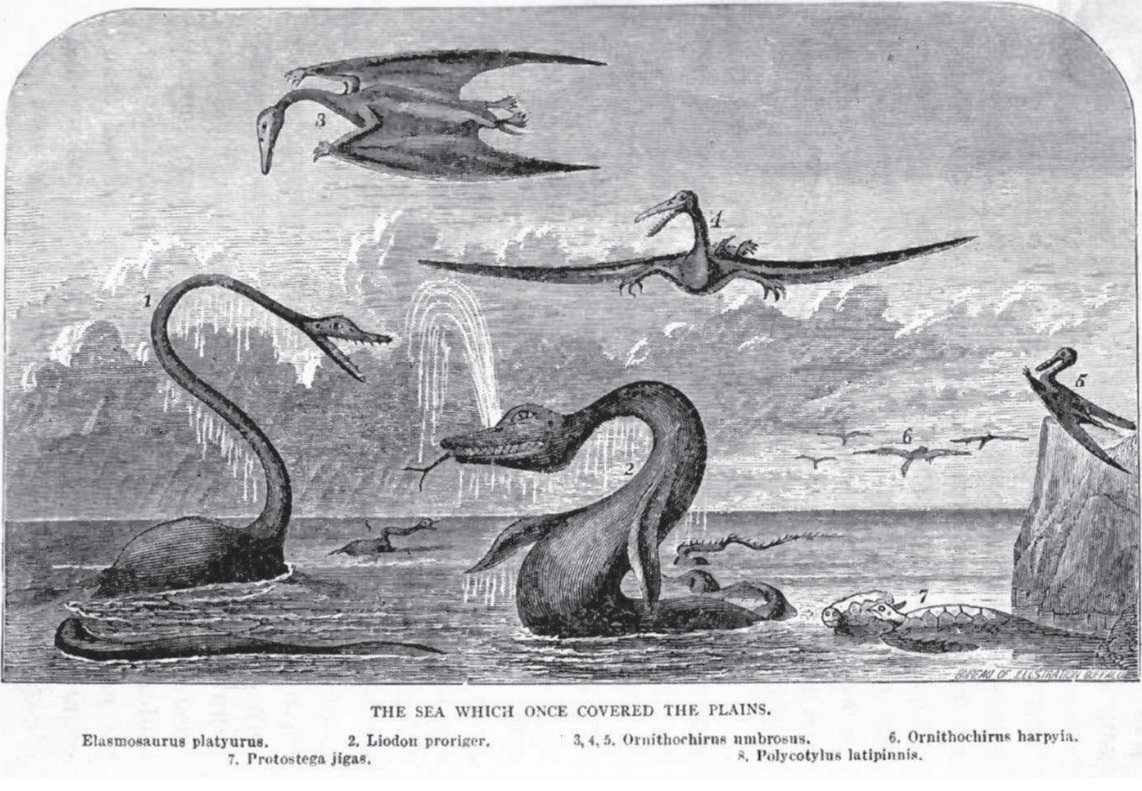
Ancienne reconstitution de Tylosaurus (au centre) avec un cou et une queue allongés par Henry Worrall en 1872.

Les premières représentations de Tylosaurus remontent à la description du spécimen MCZ 4374 par Cope en 1870. Dans son article, il suggère que Tylosaurus serait un « reptile excessivement allongé », parce que quatre des vertèbres caudales arrière du spécimen ont moins d'un cinquième de diamètre qu'une de plus proximale, ou plus près de la base de la queue, et qu'il y a peu de variation dimensionnelle entre les quatre vertèbres arrière de la queue. Pour Cope, cela indique que l'énorme diminution de la taille des vertèbres caudales, de la base à l'extrémité de la queue, serait minime entre les vertèbres. Ainsi, pour que les vertèbres de la colonne se rapprochent de la taille des vertèbres caudales sur la base du taux observé de diminution de la taille par vertèbre, des quantités importantes de vertèbres auraient été nécessaires. En mesurant les proportions du changement de dimensions entre les vertèbres, Cope estime que Tylosaurus avait au minimum plus de soixante vertèbres entre la vertèbre caudale proximale décrite et une vertèbre hypothétique mesurant la moitié du diamètre des quatre vertèbres arrière de la queue. Cope émet l'hypothèse qu'il y aurait encore plus de vertèbres caudales en avant de la vertèbre proximale, hypothèse justifiée par le petit processus transversal qu'elle possède, ce qui augmenterait le nombre de vertèbres dans la queue jusqu'à un nombre inconnu mais considérable. Il en résulterait un reptile semblable à un serpent de mer et qui atteindrait des longueurs rivalisant avec celles des plus grandes baleines,,. Dans une publication de 1872, Cope décrit en détail son imagination quant à l'apparence de Tylosaurus. Il décrit la tête comme s'apparentant à un cône plat géant supportant des yeux dirigés partiellement vers le haut et présentant une mâchoire capable d'avaler des proies entières comme un serpent, avec une gorge lâche et ample semblable à celle d'un pélican pour permettre l'entrée de ces proies. Comme chez une baleine, une paire de nageoires en forme de pagaie est décrite comme étant présente chez l'animal et les membres postérieurs fonctionnels comme absents,. La queue est imaginée longue et plate, propulsant Tylosaurus vers l'avant via une locomotion anguilliforme. Cope estime que T. proriger mesurerait au moins 15 m de longueur. T. dyspelor était reconnue comme la plus grande espèce du genre et était également décrite comme le plus long de tous les reptiles. Sa longueur maximale fut estimée comme égale à celle de la baleine bleue,, qui atteint des longueurs allant jusqu'à près de 30 m voire plus. En 1874, Cope estime que T. nepaeolicus mesurerait environ un tiers de la longueur de T. proriger, ce qui se traduirait par environ 5 m en utilisant ses estimations de 1872,.
L'une des premières reconstitutions de Tylosaurus est une illustration réalisée par l'artiste Henry Worrall (en) pour un livre de fiction rédigée par le paléontologue William E. Webb intitulée Buffalo Land, publiée en 1872. Cette illustration, intitulée The sea which once covered the plains, représente l'un des premiers paléoarts de reptiles marins et de ptérosaures de la formation de Niobrara. Au centre de l'illustration se dresse un Tylosaurus géant identifié lors de cette époque sous le nom de Liodon proriger. L'apparence de ce mosasaure est influencée par les descriptions de Cope, qui était une connaissance de Webb, comme en témoigne sa queue excessivement allongée et son apparence serpentine. De plus, Tylosaurus reçoit un cou plutôt long. Bien que pas aussi long que ceux des plésiosaures comme Elasmosaurus, ce détail influença les représentations ultérieures de Tylosaurus dans l'art. Un exemple de ceci peut être vu dans un récit fictif de 1889 du célèbre collectionneur de fossiles Charles Hazelius Sternberg, The Young Fossil Hunters: A True Story of Western Exploration and Adventure, qui contient un passage avec la découverte d'un squelette géant de Tylosaurus mesurant 24 m au total, la longueur du cou atteignant 6,1 m.

### Compréhension accrue et squelettes complets

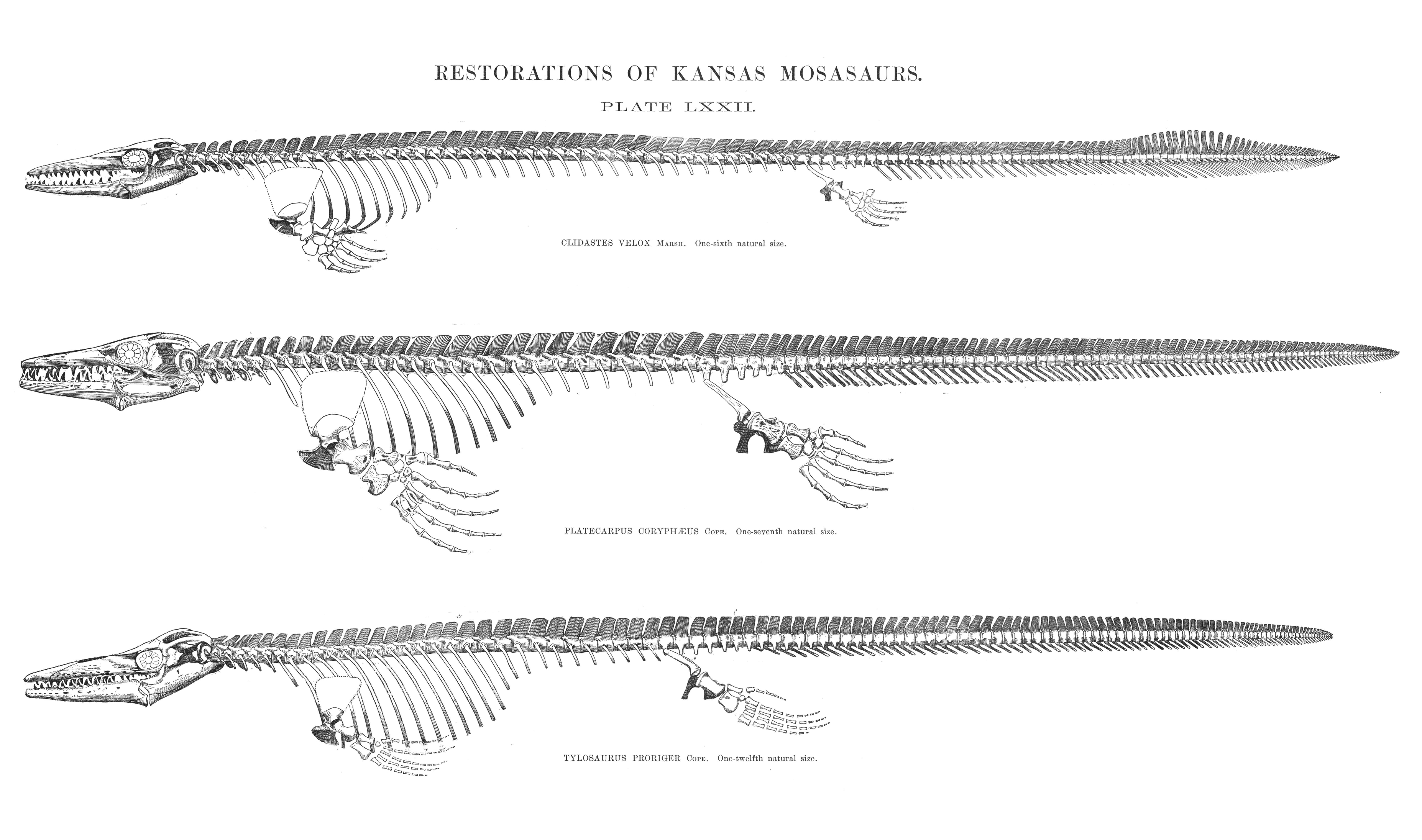
Figure provenant de l'article de Williston paru en 1898, montrant la première reconstitution squelettique correcte de Tylosaurus (en bas).

Les paléontologues commencent à comprendre Tylosaurus comme les scientifiques le font actuellement à partir de la publication en 1898 d'une étude approfondie de l'anatomie squelettique des mosasaures du Kansas menée par Samuel Wendell Williston, qui, entre autres choses, corrigea bon nombre des croyances erronées des paléontologues antérieurs à propos de ce genre. Un élément central de la publication est une reconstitution squelettique rigoureuse de T. proriger,, qui fut dessiné par le paléoartiste Sydney Prentice sous les instructions de Williston. Cette reconstitution s’appuie presque entièrement sur trois spécimens des collections du musée d'histoire naturelle de l'université du Kansas (en), mais ils fournissent néanmoins suffisamment de matériel pour représenter presque un squelette entier. Ces trois spécimens comprennent un composé d'un fragment postérieur du crâne et d'une « série complète absolue de vertèbres, reliées de la tête au bout de la queue » collectés vers une date non précisée par un collectionneur de fossiles nommé Elias Putnam West (KUVP 1048) ; un contenant un crâne complet et des vertèbres cervicales collectés en 1898 par son collègue Handel T. Martin (KUVP 28705) ; et un collecté en 1877 par le chancelier de l'université Francis H. Snow (en) qui contient un ensemble presque complet de palettes avant ainsi que des côtes, des vertèbres et des ceintures scapulaires (KUVP 1075),. Divers spécimens supplémentaires de Tylosaurus informent des parties mineures du corps manquantes telles que les membres postérieurs. L'animal résultant est correctement représenté comme un reptile à quatre nageoires avec un cou court et une queue représentant environ la moitié de la longueur corporelle. De manière assez irréaliste, la colonne vertébrale est dessinée droite et dépourvue des courbes structurelles que Tylosaurus aurait possédées de son vivant. Commentant ce problème, Everhart note que Williston était déjà conscient de la courbure de la colonne vertébrale du mosasaure et suggère qu'il aurait exigé de la dessiner comme droite afin de gagner de la place sur la plaque dans laquelle la reconstitution fut publiée. Néanmoins, mis à part la colonne vertébrale droite, la reconstitution squelettique centenaire de T. proriger par Williston est toujours considérée comme précise selon les normes actuelles, et les adaptations du squelette restent utilisées par les paléontologues et les employés des musées. Dans sa propre interprétation des preuves fossiles disponibles, Williston propose que Tylosaurus ne mesurerait pas plus de 11 m de long et vivait comme un prédateur très mobile « au détriment de la force » qui était le mieux adapté pour s'attaquer aux petits poissons et parfois un « animal de son espèce ». Dans une revue de la taxonomie du genre Tylosaurus, Williston exprime aussi des doutes quant à la validité de T. micromus et de T. nepaeolicus, allant jusqu'à suggérer que les représentants fossiles de cette dernière espèce ne seraient que des représentants juvéniles de T. proriger. Il remarque également qu'il existe peu de différences anatomiques entre T. proriger et T. dyspelor, la seule véritable distinction entre les deux espèces étant la taille.
En 1899, Henry Fairfield Osborn décrit le premier squelette complet de Tylosaurus, un spécimen mesurant 8,83 m de long résidant au musée américain d'histoire naturelle sous registre AMNH FR 221. Découvert au Kansas par un résident local du nom W. O. Bourne et initialement identifié comme un T. dyspelor, le fossile est considéré comme remarquable car contenant non seulement tous les os, à l'exception de quelques-uns au bout de la queue, mais présentant aussi une préservation exceptionnelle des tissus mous de l'animal, notamment le larynx, la trachée, les bronches et le cartilage de la gorge, de la poitrine et des épaules. Cela est dû à la calcification, une condition présente dans un environnement riche en calcium comme la craie du Kansas, qui provoque le durcissement des tissus mous, leur permettant ainsi de mieux se fossiliser. L'exhaustivité d'AMNH FR 221 permis à Osborn de mesurer avec précision les proportions de chaque partie du corps, ratios qui sont toujours utilisés actuellement par les paléontologues lors de l'extrapolation des fossiles de Tylosaurus,. Dans son étude, Osborn fait inclure une impression réelle du spécimen AMNH FR 221 par le paléoartiste Charles R. Knight. Sa reconstitution comporte un certain nombre de caractéristiques erronées, telles qu'une gorge ample, un ventre gonflé et des pagaies et une nageoire dorsale imprécises. Mais une caractéristique fondamentale est l’ajout d’une crête dorsale appelée frange tapissant le dos du mosasaure. Ceci est basé sur une autre description de 1898 d'un fossile de mosasaure par Williston qui identifiait par erreur les anneaux trachéaux comme des restes d'une frange dorsale, qu'il corrigea en 1902. Knight mit à jour ses restaurations de Tylosaurus avec les franges dorsales supprimées pour refléter cette correction. Cependant, sa représentation originale d'une frange fut reprise comme un mème, et de nombreuses illustrations ultérieures du mosasaure continuèrent à décrire cette inexactitude.

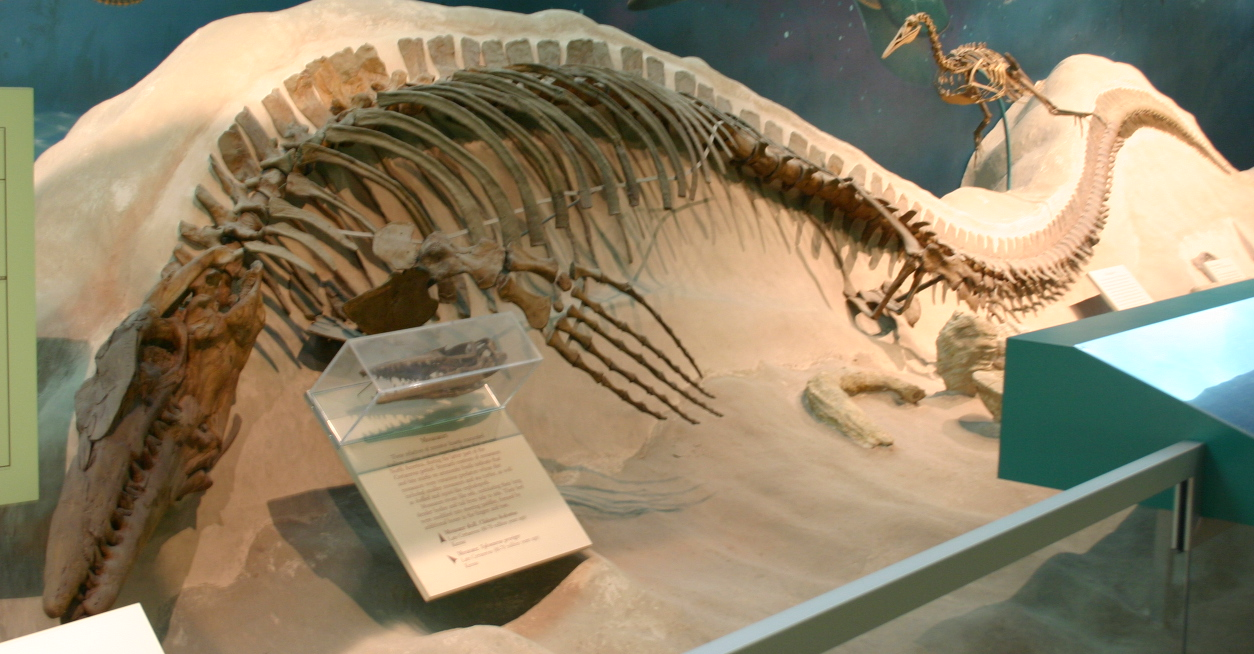
USNM 8898, un squelette de T. proriger trouvé avec des restes d'un plésiosaure dans son estomac.

Des squelettes supplémentaires et largement complets de T. proriger et T. dyspelor furent découverts dans la formation de Niobrara entre les années 1900 et 1920 par Charles Sternberg et son fils George, qui furent vendus à des musées aux États-Unis et en Allemagne. Une découverte particulière est celui d'un squelette de T. proriger collecté en 1917 par C. Sternberg dans les gisements du Smoky Hill Chalk (en) dans le comté de Logan, au Kansas, qui contient les restes digérés d'un plésiosaure dans sa cage thoracique. Le spécimen est vendu l'année suivante au Smithsonian et le mosasaure est depuis exposé en permanence sous le registre USNM 8898,. Les restes du plésiosaure, malgré leur importance, furent cachés en tant que spécimen séparé et rapidement oubliés jusqu'à leur nouvelle description par Everhart en 2004. Cette redécouverte constitue d'ailleurs la base de l'intrigue du film documentaire de la National Geographic Sea Monsters: A Prehistoric Adventure (en), sortie en 2007. George Sternberg tenta de vendre un autre squelette complet de T. proriger qu'il découvrit au Smithsonian en 1926, mais le musée déclina l'offre car étant déjà satisfait du spécimen antérieur vendu par son père. Ce squelette fut finalement transféré au Musée Sternberg sous le registre FHSM VP-3.
Dans son ouvrage historique publié en 1967, intitulé Systematics and Morphology of American Mosasaurs, Dale Russell effectue une révision  et une redescription complète de Tylosaurus. Lors d'un examen taxonomique, Russell trouve peu de justifications pour reconnaître la validité de T. dyspelor et le déclare comme un nomen vanum, en plus de reconnaître T. micromus comme synonyme junior de T. proriger. Par conséquent, de nombreux squelettes complets anciennement attribués aux deux taxons précédemment cités sont depuis réaffectés à l'espèce type. T. nepaeolicus est cependant maintenu et affirmé comme une espèce distincte. L'ouvrage de Russell fournit aussi des diagnoses approfondies sur Tylosaurus qui sont encore reconnues par les scientifiques actuellement, Everhart faisant remarquer que son travail « reste la meilleure référence concernant les squelettes des différents genres de mosasaures » comme Tylosaurus.

### Espèces additionnelles

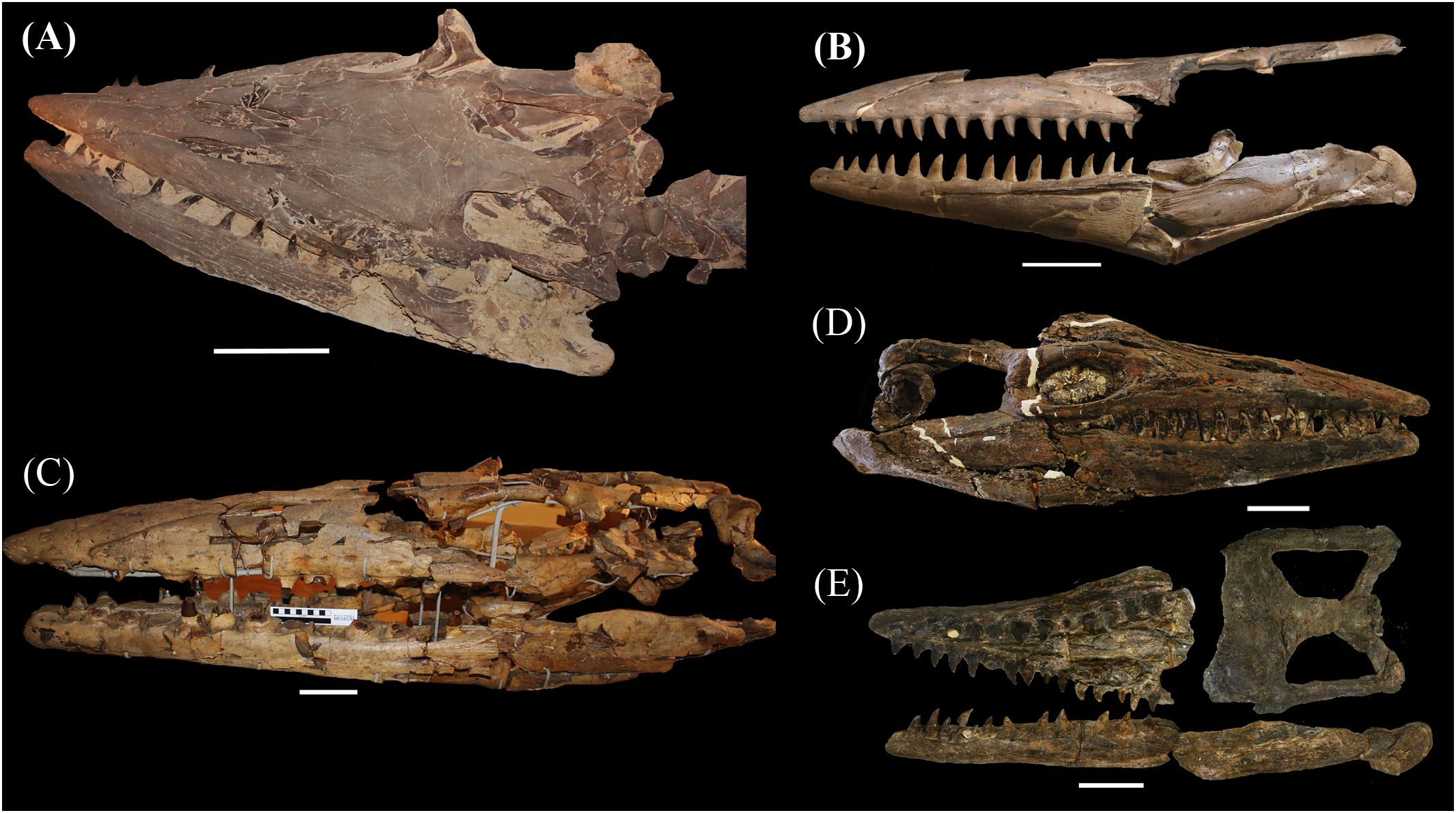
Crânes fossiles des différentes espèces de Tylosaurus : T. proriger (A), T. nepaeolicus (B), T. bernardi (C), T. saskatchewanensis (D) et T. pembinensis (E)

Dans son ouvrage de 1967, Russell ne reconnait que deux espèces valides chez Tylosaurus, à savoir T. proriger et T. nepaeolicus. Cependant, tout au long du XIXe siècle et du XXe siècle, de nombreuses espèces de mosasaures ont été décrites dans le monde entier et sont désormais reconnues comme appartenant au genre Tylosaurus. Ces espèces supplémentaires furent identifiées comme provenant de genres différents au moment de leur découverte et ce n'est qu'au début du XXIe siècle qu'elles ont été reclassées au sein de Tylosaurus.

#### T. bernardi
En 1885, Louis Dollo décrit le genre Hainosaurus à partir d'un squelette presque complet mais mal conservé extrait d'une carrière de phosphate dans le bassin de Ciply, près de la ville de Mesvin, en Belgique,. Le spécimen concerné est initialement découvert sous forme de huit vertèbres par un ouvrier en janvier de la même année, qui les vend par la suite à l'Institut royal des sciences naturelles de Belgique. Sur la base des informations fournies par le musée et sur les circonstances et le lieu de la découverte, il est reconnu que le reste du squelette était peut-être resté intact. En février, des fouilles sont effectuées sous l'autorisation d'un industriel nommé Léopold Bernard, qui gérait la carrière dans laquelle se trouvait le fossile. Le reste du squelette est récupéré après un mois de fouilles entre 500 et 600 m3 de phosphate, bien qu'une section de la queue ait été détruite par l'érosion d'un dépôt sus-jacent. Une fois transféré au musée, le squelette est étudié par Dollo, qui reconnaît qu'il appartient à un nouveau type de mosasaure. Sur instruction du musée, il le nomme Hainosaurus bernardi. Le préfixe Haino- dans le nom générique fait référence à la Haine, une rivière située à proximité du bassin de Ciply, combiné avec σαῦρος / saûros, « lézard », le tout signifiant « lézard de la Haine ». Dollo écrit que cela est érigé spécifiquement pour compléter l'étymologie de Mosasaurus, qui est nommé de la même manière en référence à un fleuve proche de sa localité type. L'épithète spécifique bernardi est nommé en reconnaissance de Bernard, qui a rendu possible la fouille et l'exhumation du spécimen. Le squelette fossile est désormais exposé à l'Institut royal des sciences naturelles de Belgique, où il est catalogué IRSNB R23.

#### T. pembinensis
En 1988, une deuxième espèce historiquement attribuée à Hainosaurus est décrite par Elizabeth Nicholls sur la base d'un squelette partiel composé d'un crâne partiel, d'une mâchoire inférieure, d'une colonne vertébrale presque complète et de quelques os de membres récupérés dans le membre Pembina des schistes de Pierre dans le Manitoba, au Canada. Ce squelette réside au Miami Museum de la ville éponyme, au Manitoba, et est catalogué MT 2. Bien qu’Hainosaurus n'était auparavant connu qu'en Europe, Nicholls soutient que la nouvelle espèce diffère de Tylosaurus, bien plus connu localement en raison d'un nombre plus élevé de vertèbres pygales, des narines externes plus longues et un fémur plus long que l'humérus. Nicholls érige l'espèce sous le nom d’H. pembinensis, l'épithète spécifique faisant référence au membre Pembina dans lequel le spécimen holotype fut découvert.

#### Synonymie avecHainosaurus

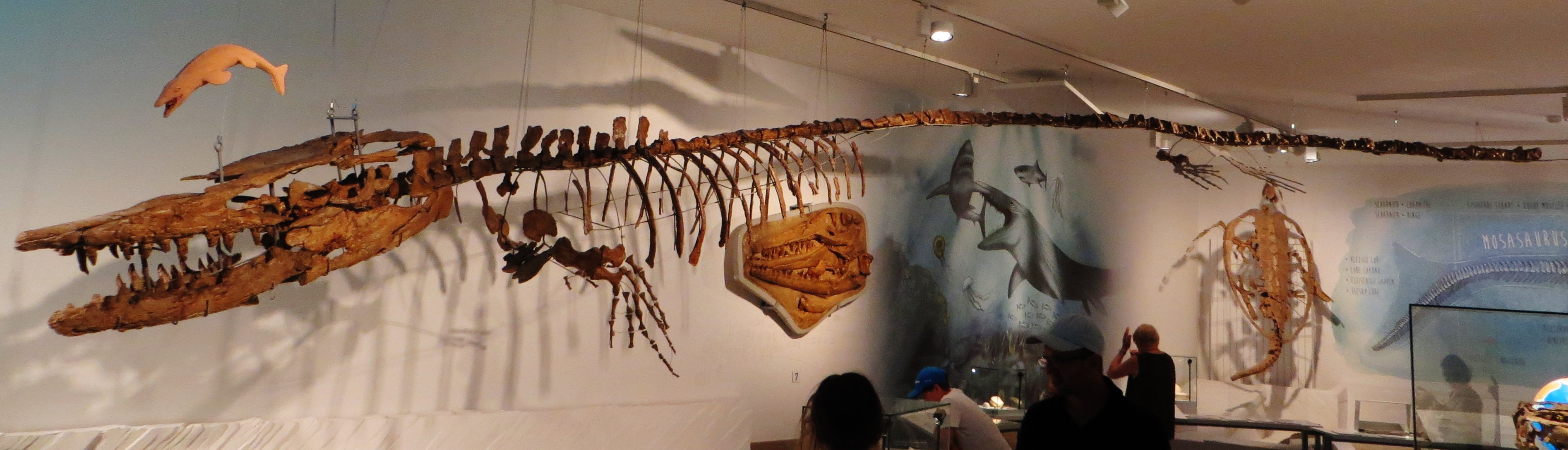
Squelette monté de T. bernardi (IRSNB R23).

En 2005, le paléontologue Johan Lindgren soupçonne qu’H. pembinensis serait en réalité une espèce de Tylosaurus, mais déclare qu'une meilleure description du spécimen MT 2 est nécessaire pour en être certain. En 2010, les paléontologues Timon Bullard et Michael Caldwell rédigent une étude redécrivant ce spécimen. Ils font valoir que les vertèbres pygales signalées par Nicholls en 1988 appartiennent en fait à un autre mosasaure, réduisant le nombre de vertèbres chez le spécimen MT 2 à un nombre indistinguable de celui de Tylosaurus. Ils notent également que la longueur des narines externes se situe dans la gamme connue de Tylosaurus et font en outre valoir que le fémur étant plus long que l'humérus est une caractéristique insuffisante pour diagnostiquer l'espèce au niveau générique. Sur la base de ces caractéristiques et d'autres, l'étude révèle que l'espèce ne peut pas être référée à Hainosaurus et le renomme donc T. pembinensis. Avec cette nouvelle diagnose, l'étude note également que l'unique caractéristique confirmée qui distinguait à l'époque Hainosaurus de Tylosaurus est un nombre plus élevé de vertèbres pygales. Les chercheurs s’interrogent par conséquent si cela suffirait pour qu’Hainosaurus soit maintenu en tant que genre distinct, tout en reconnaissent néanmoins que des recherches plus approfondies pourraient fournir des caractéristiques supplémentaires. Ces mêmes recherches supplémentaires sont réalisées en 2016 par Paulina Jimenez-Huidobro et Caldwell, qui réexaminent l'espèce H. bernardi. Ils constatent que les caractéristiques uniques de l'espèce type de ce genre sont en effet insuffisantes pour justifier une distinction entre Hainosaurus et Tylosaurus et déclarent le premier nom comme synonyme junior du second, renommant ainsi H. bernardi en T. bernardi. Cependant, certains scientifiques soutiennent qu’Hainosaurus devrait rester comme un genre distinct, justifié par des différences dans la morphologie dentaire non détaillés par l'étude de Jimenez-Huidobro & Caldwell (2016), comme la présence d'une dentition avancée de type coupante chez T. bernardi, par opposition à une dentition plus générale basée sur le broyage tel qu'observée chez d'autres espèces de Tylosaurus,.

#### T. gaudryi

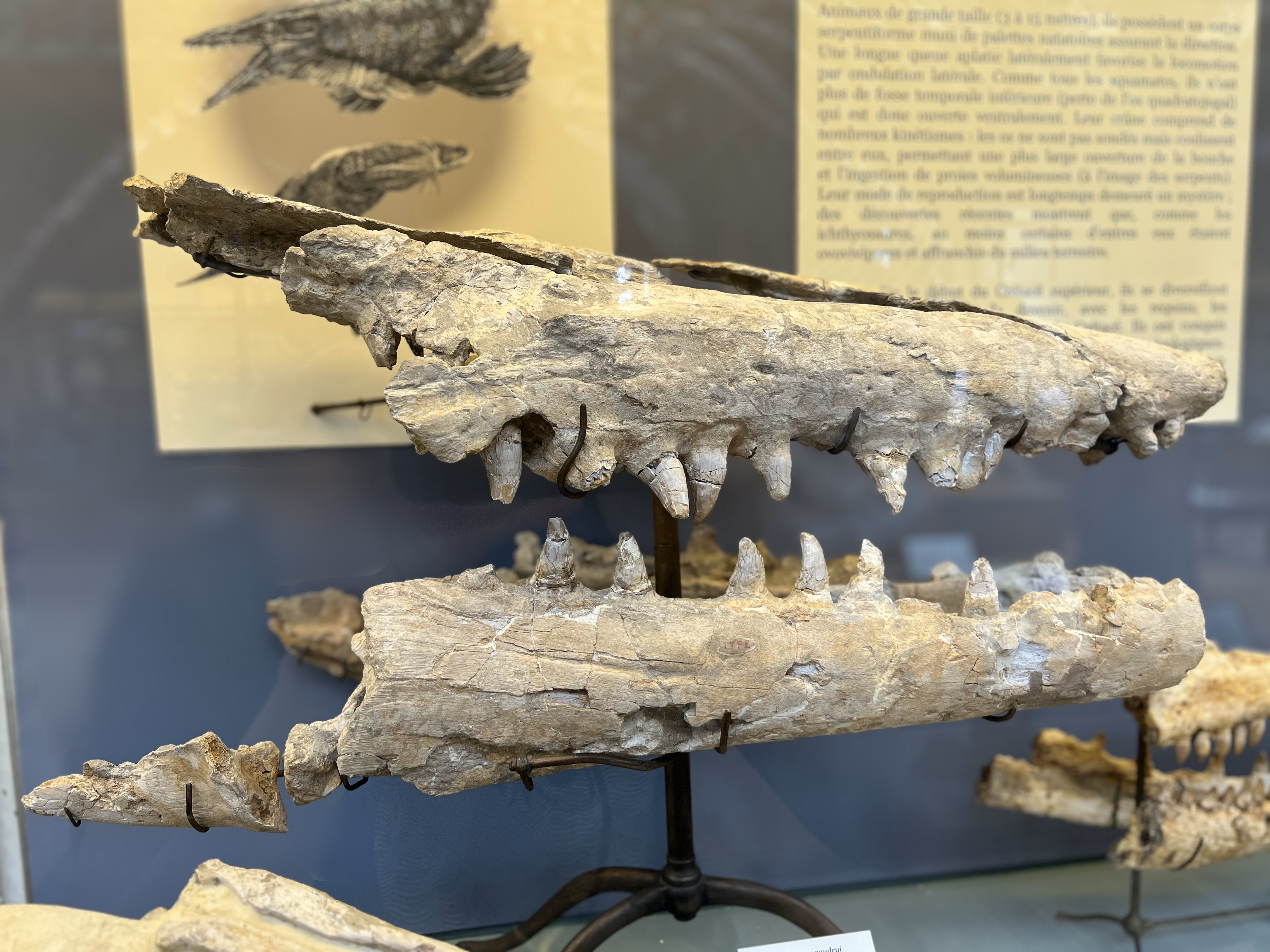
Crâne holotype de T. gaudryi (MNHN 1896–15).

En 1896, le paléontologue Armand Thévenin publie une description formelle d'un crâne mal conservé composé de la majorité des os maxillaire, prémaxillaire et dentaire, découverts dans un gisement de phosphate à Éclusier-Vaux, dans le département de la Somme, en France, à une date antérieure non précisée. Thévenin écrit que le crâne fut décrit pour la première fois par Jean Albert Gaudry, qui pensait initialement qu'il appartenait à une espèce de Liodon. Cependant, Dollo pense que les caractéristiques du crâne justifient un placement alternatif en tant qu'espèce de Mosasaurus. Grâce à une correspondance avec Dollo et à un réexamen du crâne, Thévenin note que le rostre est plus allongé que ceux trouvés dans les crânes typiques de Mosasaurus mais pas aussi long que ceux des crânes de Tylosaurus ou d’Hainosaurus. Il suggère que cela représenterait un trait intermédiaire pour une nouvelle espèce, qu'il nomme Mosasaurus gaudryi, l'épithète spécifique étant nommé en reconnaissance des travaux antérieurs de Gaudry sur le crâne fossile. Le crâne est aujourd'hui exposé au Muséum national d'histoire naturelle sous le registre MNHN 1896-1815. En 1990, le paléontologue Theagarten Lingham-Soliar propose la réaffectation de M. gaudryi à un possible spécimen d’H. bernardi sur la base de la découverte d'un double contrefort soutenant la suture entre le prémaxillaire et le maxillaire dans le spécimen MNHN 1896-1815, un trait qui, selon lui, est unique à cette dernière espèce, et des estimations selon lesquelles le rostre aurait pu être plus allongé que conservé. Ceci est développé sur une publication de la même année par Nathalie Bardet du Muséum d'Histoire Naturelle, qui en conclut que MNHN 1896-1815 appartient au genre Hainosaurus mais en tant qu'espèce distincte, changeant ainsi le nom scientifique du crâne en Hainosaurus gaudryi. Lingham-Soliar convient à cette observation dans une publication de 1992. En 2005, Lindgren souligne que les caractéristiques utilisées pour justifier le placement chez Hainosaurus, comme le double contrefort, se retrouvent également chez Tylosaurus. Il note également que la dentition de MNHN 1896-15 chevauche morphologiquement davantage celle de T. ivoensis et de T. pembinensis que celle d’H. bernardi. Avec ces caractéristiques, Lindgren conclut qu’H. gaudryi est très certainement une espèce de Tylosaurus, le renommant Tylosaurus gaudryi.

#### T. ivoensis

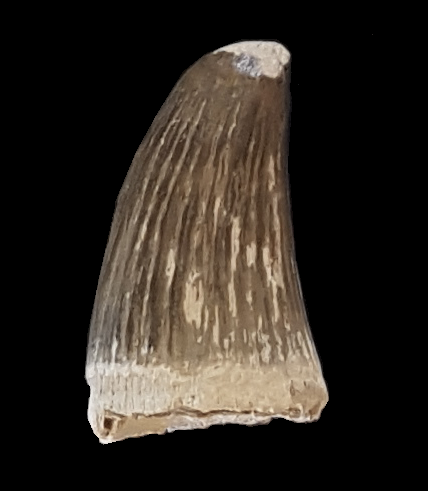
Dent fossile isolée de T. ivoensis.

En 1963, le paléontologue Per Ove Persson identifie un nouveau taxon de mosasaure sur la base de dents isolées provenant d'un gisement situé dans une zone appelée Ivö Klack, près du lac Ivö (en), dans le bassin de Kristianstad (en) en Scanie, en Suède. De telles dents et diverses autres appartenant au même taxon furent récupérées et décrites dans cette zone à plusieurs reprises précédemment depuis 1836, mais elles ont toujours été identifiées à tort comme provenant d'un ichthyosaure ou d'un Mosasaurus hoffmannii. Persson propose que les dents appartiendraient à une nouvelle sous-espèce de M. hoffmannii et lui donna le nom de Mosasaurus hoffmannii ivoensis, l'épithète spécifique faisant référence à la zone d'Ivö Klack. En 1967, Russell modifie cette identification en élevant le rang du taxon en tant qu'espèce distincte. Il identifie également un fossile de mosasaure de la formation de Niobrara au Kansas, composé d'un crâne partiel, de quelques vertèbres et d'un os coracoïde, comme provenant de Mosasaurus ivoensis. Dans un résumé présenté en 1998, Lindgren doute que ce taxon soit une espèce de Mosasaurus, proposant plutôt qu'il représente un Hainosaurus. L'année suivante, en 1999, Lindgren modifie cela dans un autre résumé et suggère plutôt que l'espèce soit déplacée vers Tylosaurus. En 2002, il coécrit une étude avec le paléontologue Mikael Siversson qui examine les fossiles liés à l'espèce ainsi que de nouveaux matériaux constitués de dents ptérygoïdes, de mâchoires partielles et de certaines vertèbres. Il est constaté que le fossile de Niobrara identifié comme M. ivoensis par Russell en 1967 appartient en réalité à une espèce différente. Les examens des dents suédoises révèlent des similitudes possibles avec celles de Taniwhasaurus, mais en raison de la mauvaise représentation du genre et de la grande distance entre les deux taxons (Taniwhasaurus n'étant principalement connu qu'en Nouvelle-Zélande à cette époque), il est exprimé qu'il est peu probable que M. ivoensis en ferait partie. Au lieu de cela, l’étude conclut que l’espèce devrait appartenir à Tylosaurus, le renommant pour le coup Tylosaurus ivoensis. Cependant, une étude publié en 2008 et dirigée par Caldwell identifiant des fossiles de Taniwhasaurus dans le nord du Japon, qui se trouvait à une latitude similaire à celle d'Ivö Klack durant le Crétacé, réaffirme les similitudes dentaires entre T. ivoensis et le genre. Cela ouvre la possibilité que l'espèce puisse être attribuée à Taniwhasaurus, mais les auteurs voient cela comme le sujet pour une autre étude.

#### T. iembeensis
En 1964, Miguel Telles Antunes décrit l'espèce Mosasaurus iembeensis à partir d'un crâne partiel extrait de la formation d'Itombe (en), près de la ville d'Iembe (d'où le nom), en Angola. Le site fut initialement daté de l'âge Turonien, mais cela a ensuite été révisé à environ 88 millions d'années, c'est-à-dire au cours du Coniacien tardif. En 1992, Lingham-Soliar fait valoir que les caractéristiques crâniennes n'entrent pas en accord avec celles de Mosasaurus et sont plutôt caractéristiques de Tylosaurus. Il déplace ensuite l'espèce au sein du genre, renommé pour le coup T. iembeensis. Cependant, Lingham-Soliar n'identifie pas le crâne holotype, qu'il juge comme résidant dans les collections de l'université nouvelle de Lisbonne sans numéro de catalogue, et il est rapporté plus tard en 2006 que le spécimen aurait été détruit lors d'un incendie,. Dans une étude multi-auteurs de 2012 dirigée par Octávio Mateus, il est rapporté qu'un fossile supplémentaire de T. iembeensis constitué d'éléments fragmentaires du crâne fut récupéré lors d'une expédition menée dans la localité de l'holotype depuis perdu, bien que le spécimen n'ait pas été formellement décrit ou même figuré.

## Recherches duXXIesiècle

### T. kansasensis
En 1968, un crâne d'un mosasaure bien conservé, catalogué FHSM VP-2295 par le musée Sternberg, est découvert dans un affleurement de la formation de Niobrara, dans la partie nord-ouest du comté d'Ellis, au Kansas. Durant les années 1990, ce spécimen est reconnu par plusieurs auteurs comme provenant possiblement d'une nouvelle espèce de Tylosaurus. Malgré une telle reconnaissance, aucun paléontologue n’étudia cette suggestion plus en détail et le fossile resta non décrit pendant le reste du XXe siècle. Lors d'une réunion en 2004, Everhart suggère que la nouvelle espèce devrait enfin recevoir un nom scientifique et une description formelle, ce à quoi le paléontologue Louis L. Jacobs l'autorisa. En 2005, Everhart publie une description formelle de la nouvelle espèce représentée par le spécimen FHSM VP-2295. Treize spécimens différents de Tylosaurus provenant également du Kansas sont identifiés comme étant conspécifiques, et en référence à leurs localités communes, la nouvelle espèce reçoit le nom de Tylosaurus kansasensis. Cependant, lors d'une réunion en 2007, Caldwell contacte Everhart et laisse suggérer que sa description de T. kansasensis n'est pas suffisamment adéquate et devrait être réexaminée dans un document de suivi. En 2013, Caldwell, Jiménez-Huidobro et leurs collègues présentent un résumé lors de la réunion annuelle de la Société de paléontologie des vertébrés jetant le doute sur la distinction de l'espèce de T. nepaeolicus, et en 2016, les deux paléontologues et Tiago Simões publient une étude affirmant que T. kansasensis ne serait qu'une forme juvénile de T. nepaeolicus, faisant ainsi du premier nom un synonyme junior du second. Cela est critiqué par Everhart lui-même, qui, dans son ouvrage de 2017 intitulée Oceans of Kansas, affirme que l'étude est « mal documentée et rédigée ». Cependant, il ne fournit aucun commentaire sur le sujet, affirmant que cela serait simplement de la « mauvaise foi ». Néanmoins, Everhart maintient T. kansasensis comme une espèce distincte et valide jusqu'à preuve solide du contraire selon lui. Une étude réalisée en 2018 par Robert F. Stewart et Jordan Mallon rejette également la synonymie proposée sur la base d'incohérences lors de la comparaison des tendances ontogénétiques de T. kansasensis et de T. nepaeolicus avec le mieux compris T. proriger. En 2020, une autre étude ontogénétique effectuée par Amelia R. Zietlow vient en faveur de la synonymie basée sur les résultats d'ontogrammes construits à partir d'une analyse cladistique.

### T. saskatchewanensis

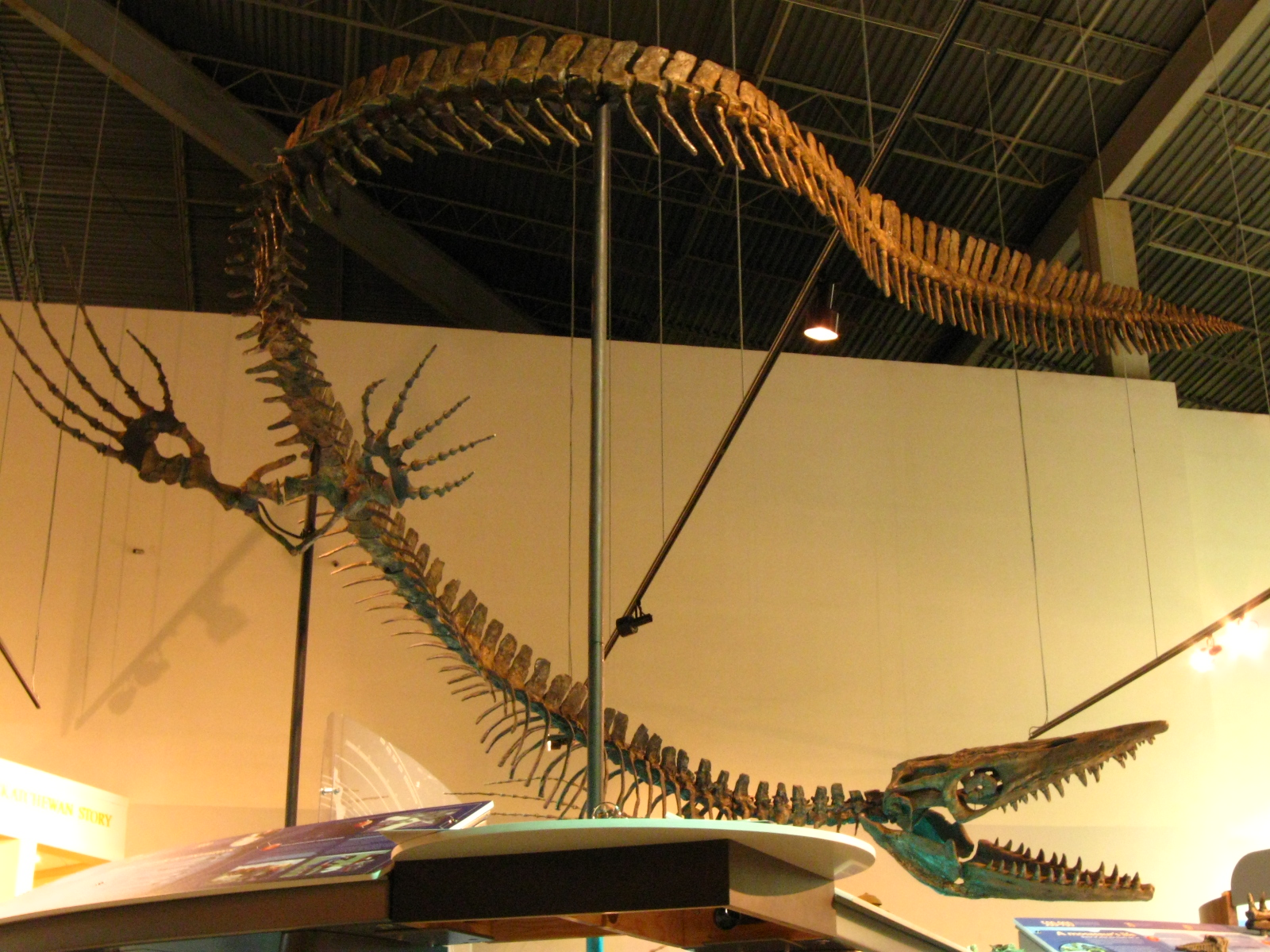
Reconstitution squelettique de T. saskatchewanensis.

En 1995, le musée royal de la Saskatchewan met au jour un squelette partiel découvert un an auparavant par un agriculteur local sur une colline située au nord-ouest d'Herbert Ferry, dans le lac Diefenbaker, en Saskatchewan, au Canada,. Le squelette est découvert articulé et se compose d'un crâne jugé comme « modérément complet », d'une colonne vertébrale largement complète et d'os des membres. Au niveau stomacal, le squelette contient aussi les os d'un mosasaure plus petit,. Le spécimen est conservé au musée sous le registre RSM P2588.1, et est surnommé « Omācīw » (signifiant « chasseur » en cri). En 2006, Timon Bullard de l'université de l'Alberta étudie le spécimen dans le cadre de sa thèse de maîtrise en sciences. À cette époque, le fossile d’Omācīw était encore en préparation et Bullard ne put examiner que le côté droit du crâne. Cependant, il identifie que le spécimen provient d'une nouvelle espèce de Tylosaurus et suggère qu'il soit nommé Tylosaurus saskatchewanensis en référence à la province originaire de sa découverte,. Bien que la thèse de Bullard ne fut jamais publiée, d'autres études menées et publiées ultérieurement reconnaissaient T. saskatchewanensis comme une espèce valide malgré le fait qu'il n'ait techniquement jamais été formellement décrit,. En 2018, Bullard coécrit avec de nombreux auteurs une étude dirigée par Jiménez-Huidobro décrivant formellement Omācīw, qui est alors préparé bien plus complètement, confirmant son appartenance à une espèce distincte.

### T.'borealis'
En 2020, Samuel Garvey de l'université de Cincinnati rédige une thèse portant sur un spécimen de Tylosaurus présent dans les collections du musée royal Tyrrell de paléontologie, catalogué TMP 2014.011.0001, constitué d'un museau partiel et d'un fragment droit de la mandibule. Le spécimen fut découvert à environ 55 km au nord-est de Grande Prairie, en Alberta. Au cours du Crétacé, cette localité était située à environ 62°N, faisant du fossile l'occurrence la plus septentrionale connue de Tylosaurus et l'une des rares occasions connues d'un mosasaure ayant vécu dans un climat boréal. De plus, la morphologie de TMP 2014.011.0001 est reconnue comme très distincte des autres espèces de Tylosaurus. Par exemple, il présente une pédomorphose dans ses dents, qui sont minces et conçues pour percer des proies (contrairement aux dents plus robustes spécialisées dans la coupe des autres espèces de Tylosaurus), un trait probablement conservé depuis le stade juvénile. Le caractère unique du spécimen conduit à la conclusion qu'il représente une nouvelle espèce, que Garvey propose de nommer Tylosaurus 'borealis', en référence à sa présence dans le nord.